# Mario Cesanelli
Mario Cesanelli (Isola, 17 luglio 1919 – ...) è stato un calciatore italiano, di ruolo portiere.

## Carriera
Giocò in Serie A con la Triestina nella stagione 1940-1941.